# 波野中継局
波野中継局（なみのちゅうけいきょく）は、熊本県阿蘇市（旧波野村）の荻岳にあるテレビ放送の中継局である。

## 沿革
波野村では1958年にNHK熊本放送局が金峰山から放送を開始したときから微弱ながら電波が届いており、少数ながら受信されていた。1963年3月にNHK大分放送局が竹田市に中継局を設置してからは良好に受信できる地域も散見されるようになり、また、波野村が高地キャベツの産地として脚光を浴びるようになり所得が増大したことで、徐々にテレビも普及していった。
しかし熊本県の放送局の電波は阿蘇中継局の開局後も受信困難であり、ローカルニュースは大分県のものを視聴していた。そこで難視聴対策としてNHKが1968年12月1日に中継局を設置した。大分県との県境に位置する中継局であるため大分県方向へは電波が飛ばないようになされている。
- 1968年12月1日 - NHK熊本放送局が中継局設置。
- 1969年12月24日 - RKK熊本放送が中継局設置。
- 1974年4月18日 - TKUテレビ熊本が中継局設置。
- 1992年4月29日 - KKT熊本県民テレビが中継局設置。
- 1994年4月23日 - KAB熊本朝日放送が中継局設置。
- 2009年7月1日 - 地上デジタルテレビ放送の波野中継局が開局、本放送開始。

## 放送設備

### 地上デジタルテレビジョン放送　出力：1W
①NHK熊本 総合 27ch
②NHK熊本 教育 51ch
③RKK熊本放送 40ch
④KKT熊本県民テレビ 44ch
⑤KAB熊本朝日放送 50ch
⑧TKUテレビ熊本 42ch
- 主な受信地域
  - 熊本県　阿蘇市、阿蘇郡産山村、高森町の一部
  - 大分県　竹田市の一部
- 地上デジタルテレビジョン放送は、2009年（平成21年）7月1日から全局本放送中。
- 2009年（平成21年）5月28日、九州総合通信局より波野中継局に地上デジタルテレビジョン放送の予備免許が付与された。
- 試験放送は2009年（平成21年）6月1日から6月30日まで全局実施していたが終了した。

### 地上アナログテレビジョン放送　出力：10W
- NHK熊本 総合 46ch
- NHK熊本 教育 48ch
- RKK熊本放送 38ch
- KKT熊本県民テレビ 24ch
- KAB熊本朝日放送 20ch
- TKUテレビ熊本 52ch

- 主な受信地域
  - 熊本県　阿蘇市、阿蘇郡産山村、高森町の一部
  - 大分県　竹田市の一部

※地上アナログテレビジョン放送は、2011年（平成23年）7月24日までに全局放送終了。

## 備考
- 熊本朝日放送（KAB）が他の中継局よりも設置が遅れた。そのため、熊本日日新聞に、地元の小学生が「自分の住んでいる波野村でニュースステーションのサッカーの特集が観られない為、学校でみんなの話に乗れない」という投稿があった。この件に関してKABは、中継局免許の修得のために時間を要するからと説明していた。